# Нахимовское училище

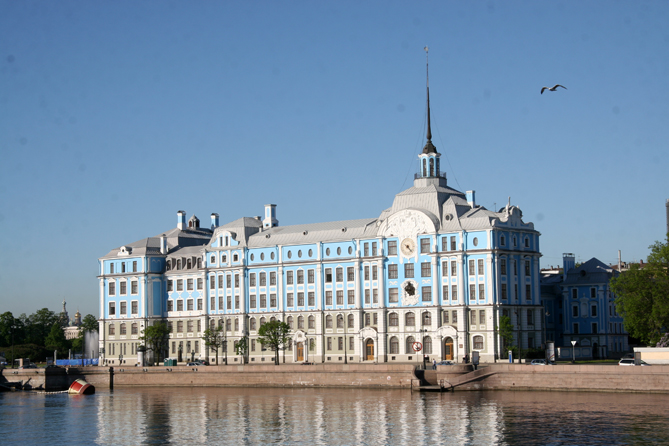
Здание Нахимовского военно-морского училища в Санкт-Петербурге

Нахи́мовское военно-морское учи́лище — вид военно-морского училища в России и СССР.
В отличие от большинства военно-морских училищ Нахимовское военно-морское училище не является высшим учебным заведением, а ориентировано на подготовку воспитанников к учёбе в военных вузах, как в Суворовских военных училищах и Президентских кадетских училищах. В училище обучение состоит из двух частей: программы средней школы за 5-й — 11-й классы и специальной военно-морской подготовки. Дополнительно изучается английский военно-морской язык. Каждый год присутствует практика на кораблях ВМФ с выходом в открытое море. Организуются дальние походы. По окончании училища его выпускникам не присваивается офицерское звание. Срок обучения — 7 лет. Учащиеся в Нахимовском военно-морском училище и его выпускники называются нахи́мовцами.
В настоящее время единственное действующее Нахимовское военно-морское училище находится в Санкт-Петербурге (во Владивостоке, Мурманске, Севастополе и Калининграде расположены филиалы данного училища, не являющиеся самостоятельными учебными заведениями). Все училища принимают участие 9 мая в парадах, посвященных Дню Великой Победы, в том числе и на Красной площади. Между всеми Нахимовскими училищами на протяжении каждого года проходит игра «Вперёд, Нахимовец!», по результатам которой определяется лучшее морское училище за учебный год. Учебная база филиала в Севастополе находится прямо на территории училища. Летняя учебная база главного училища расположена на западном побережье Нахимовского озера.

## История
Первое Нахимовское военно-морское училище было основано в 1944 году постановлением Совета Народных Комиссаров Союза ССР № 745 от 21 июня 1944 года и приказом Народного Комиссара ВМФ СССР № 280 от 23 июня 1944 года для устройства, обучения и воспитания сыновей воинов Военно-Морского Флота, Красной Армии и партизан Великой Отечественной войны. Первоначально речь шла только об открытии Тбилисского Нахимовского военно-морского училища. Но впоследствии были открыты: в июне 1944 — Ленинградское и в июле 1945 — Рижское Нахимовские военно-морские училища.
В 1953 году прекратило существование Рижское Нахимовское военно-морское училище, а в 1955 году — Тбилисское Нахимовское военно-морское училище. Единственным действующим Нахимовским военно-морским училищем в Союзе ССР осталось Ленинградское Нахимовское военно-морское училище, в которое были переведены воспитанники закрытых Нахимовских училищ.

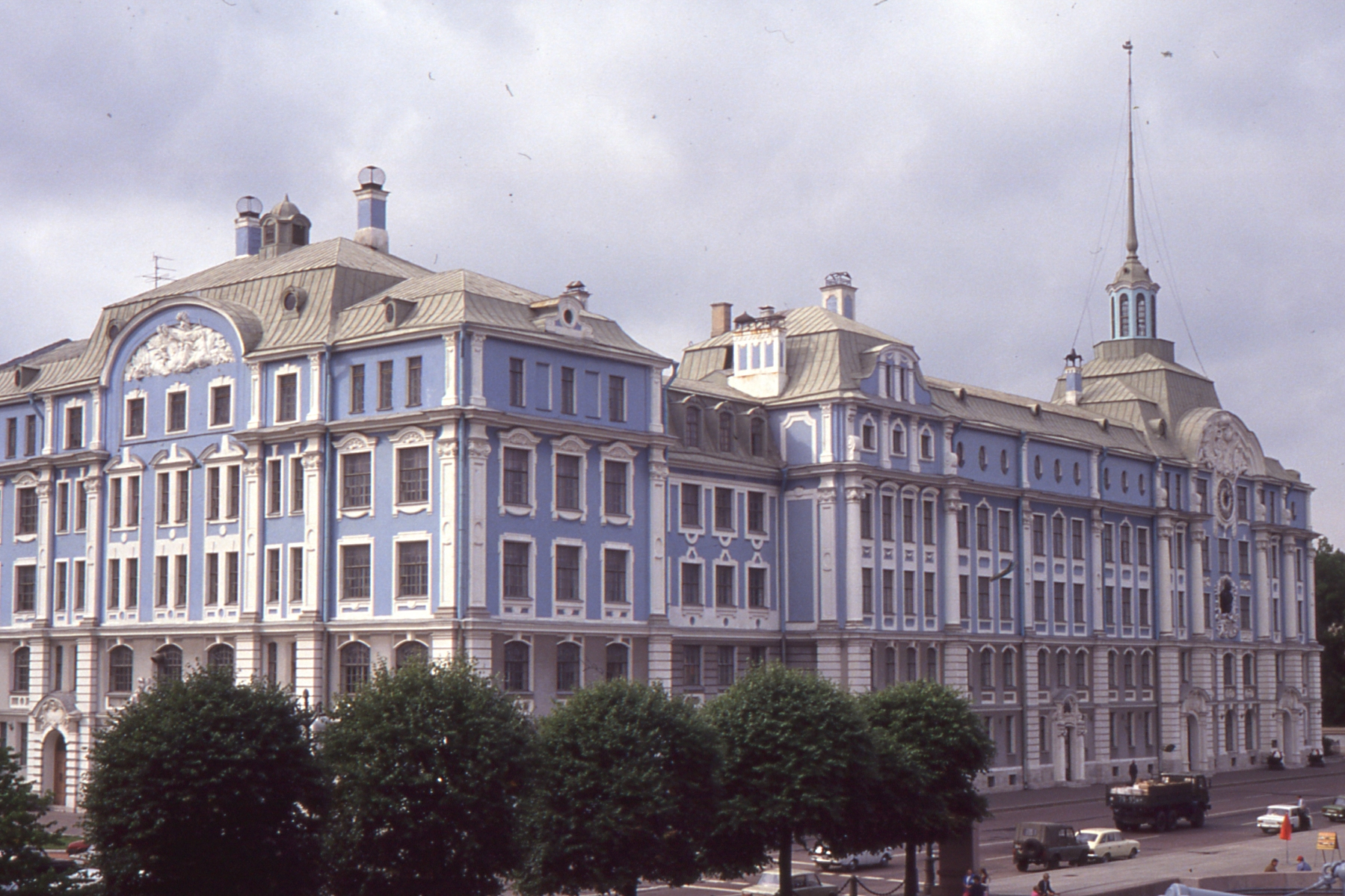
Нахимовское училище в 1991 году

До 2009 года в училище принимались лица только мужского пола, изучавшие в школе в качестве иностранного языка английский. Но в 2009 году, в связи с изменением правил набора, училище стало набирать и лиц женского пола. В 2014 году был произведён первый выпуск девушек. Этот набор был экспериментальным и единственным. Таким образом, в историю Санкт-Петербургского Нахимовского военно-морского училища вошли 23 девушки.
В 2013 и 2014 годах были открыты: Владивостокское президентское кадетское училище и Севастопольское президентское кадетское училище.  В 2016 году произошла работа по их реорганизации в Нахимовские военно-морские училища. В 2017 года открыт третий филиал училища в Мурманске. Таким образом, с 2017 года Нахимовские военно-морские училища созданы на всех четырёх флотах России.
В 2018 также были планы создать филиал Нахимовского училища в  Дагестане, в городе Каспийск. Однако эти планы так и остались невыполненными.
В 2020 году был создан четвёртый филиал училища в Калининграде.
В соответствии с решением Президента Российской Федерации в Мариуполе был построен филиал Нахимовского военно-морского училища. Памятный камень в основание строительства заложен 4 мая 2023 года. Торжественное открытие произошло 2-го сентября 2024.